# Министерство на транспорта на САЩ
Департаментът по транспорта на САЩ (на английски: United States Department of Transportation, DOT) е федерално министерство на правителството на САЩ, управляващо транспорта, а по-рано (до 2003 година) – и безопасността на транспорта.
Основано е с акт на Конгреса на САЩ от 15 октомври 1966 година, като своята дейност започва да изпълнява ефективно от 1 април 1967 година. Оглавява се от секретар по транспорта на САЩ.
Именно този департамент приема през 2002 година Homeland Security Act (Акт за безопасност на Родината, PL 107-296), като реакция на терористичните атаки от 11 септември 2001 година.